# John Thompson (politico)
Sir John Sparrow David Thompson (Halifax, 10 novembre 1845 – Castello di Windsor, 12 dicembre 1894) è stato un politico canadese. Fu il quarto Primo ministro del Canada dal 5 dicembre 1892 al 12 dicembre 1894.

## Biografia
John Thompson nacque ad Halifax da John Sparrow Thompson e Charlotte Pottinger. Nel 1870, sposò Annie Affleck  (1845-1913) da cui ebbe nove figli.